# Чемеровичі
Чемеровичі (пол. Ciemięrzowice) — село на Закерзонні в Польщі, у гміні Орли Перемишльського повіту Підкарпатського воєводства.
Населення — 323 особи (2011).

## Розташування
Село розташоване за 12 км на північ від Перемишля та 54 км на схід від Ряшева.

## Історія
У 1880 р. село належало до Перемишльського повіту Королівства Галичини та Володимирії Австро-Угорської імперії, в селі було 179 жителів (86 греко-католиків, 70 римо-католиків і 23 юдеї).
У 1934-1939 рр. село належало до ґміни Хлопіце Ярославського повіту Львівського воєводства. У 1939 році в селі проживало 270 мешканців, з них 100 українців, 160 поляків і 10 євреїв. Греко-католики належали до парафії Заміхів Радимнянського деканату Перемишльської єпархії. 
В липні 1944 року радянські війська оволоділи селом. 16 серпня 1945 року Москва підписала й опублікувала офіційно договір з Польщею про встановлення лінії Керзона українсько-польським кордоном. Українці не могли протистояти антиукраїнському терору після Другої світової війни. Частину добровільно-примусово виселили в СРСР (27 осіб — 9 родин). Решта українців попала в 1947 році під етнічну чистку під час проведення Операції «Вісла» і була депортована на понімецькі землі у західній та північній частині польської держави, що до 1945 належали Німеччині.
У 1975-1998 роках село належало до Перемишльського воєводства.

## Демографія
Демографічна структура станом на 31 березня 2011 року:
|          | Загалом | Допрацездатний вік | Працездатний вік | Постпрацездатний вік |
| -------- | ------- | ------------------ | ---------------- | -------------------- |
| Чоловіки | 154     | 46                 | 94               | 14                   |
| Жінки    | 169     | 51                 | 85               | 33                   |
| Разом    | 323     | 97                 | 179              | 47                   |